# Staryje Kluczi
Staryje Kluczi (ros. Старые Ключи) – wieś w Rosji, w Buriacji, w rejonie biczurskim. W 2021 liczyła 154 mieszkańców.